# ماري إكوي
ماري إكوي (بالإنجليزية: Marie Equi) (7 أبريل 1872 - 13 يوليو 1952)، من أوائل الطبيبات الأمريكيات في الغرب، كرّست نفسها لتقديم الرعاية للطبقة العاملة والمرضى الفقراء. قدمت بانتظام معلومات عن تحديد النسل وعمليات الإجهاض في وقت كان فيه كلاهما غير قانونيًا. أصبحت ناشطة سياسية ودعت إلى إصلاحات مدنية واقتصادية، بما في ذلك حق المرأة في التصويت ويوم عمل مدته ثماني ساعات. بعد أن ضربها شرطي في إضراب عمالي عام 1913، انضمت إكوي إلى اللاسلطويين والحركة العمالية الراديكالية.
كانت إكوي سحاقية وحافظت على علاقة أساسية مع هارييت فرانسيس سبيكارت (1883 - 15 مايو 1927) لأكثر من عقد. تبنّت المرأتان رضيعًا وربتا الطفل في وقت مبكر، بالنسبة للولايات المتحدة، من عائلة بديلة من نفس الجنس. بسبب سياستها الراديكالية وعلاقاتها المثلية، حاربت إكوي التمييز والتحرش. في عام 1918، أدينت إكوي بموجب قانون التحريض على الفتنة لتحدثها ضد تورط الولايات المتحدة في الحرب العالمية الأولى. حُكم عليها بالسجن لمدة ثلاث سنوات في سجن ولاية سان كوينتين. كانت إكوي السحاقية الوحيدة المعروفة والمتطرفة التي تم زجّها في السجن.

## امرأة سحاقية
في أواخر القرن التاسع عشر، لم يُعرف سوى القليل أو يُناقش علنًا حول الشؤون المثلية بين النساء. بدلًا من ذلك، في بعض مجالات المجتمع في الولايات المتحدة، اعترف الناس «بالصداقات الرومانسية» بين النساء. قامت النساء الثريات والمهنيات في ذلك الوقت بما يسمى «زواج بوسطن». تنطوي هذه الارتباطات على درجات متفاوتة من العلاقة الحميمية العاطفية بين امرأتين، وفي كثير من الأحيان، إلى جانب النشاط الجنسي.
لاحظت ماري إكوي ذات مرة أنها عندما كانت شابة رفضت اهتمام شاب، وأبدت اهتمامًا ضئيلًا بالاقتران أو الزواج من جنسين مختلفين. كانت علاقة إكوي الطويلة مع بيسي هولكومب من عام 1892 حتى عام 1901، مختلفة عن زواج بوسطن الذي تبنته نساء الطبقة العليا وذلك بسبب خلفية إكوي كونها من الطبقة العاملة. عاشت إكوي الكثير من حياتها البالغة مع نساء أخريات، لكنها لم تكن انفصالية أبدًا. عالجت المرضى الذكور في ممارستها الطبية، وعملت عن كثب مع الرجال في العديد من أنشطتها السياسية. أقامت أطول علاقة مثلية في حياتها في عام 1905 بعد أن قابلت امرأة أصغر سنًا، هارييت سبيكارت، ابنة أخت مؤسس شركة أولمبيا للتخمير لصاحبها يوبولد شميدت. عارضت عائلة سبيكارت بشدة علاقة المرأتين، وقاتلت سبيكارت في المحاكم لسنوات مع والدتها وشقيقها للحصول على ميراثها الشرعي. بعد عشر سنوات من تقاسم الحياة معًا، تبنت الامرأتان طفلة رضيعة، تُدعى ماري، لأن سبيكارت أرادت تربية طفل. كشخص بالغ، تذكرت ماري أن الطفلة أطلقت اسم «ماما» على سبيكارت واسم «بابا» على إكوي إذ أن الجميع كانوا ينادونها «دكتورة». في السنوات اللاحقة، انفصلت المرأتان ولكنهما ظلتا قريبين حتى وفاة سبيكارت في عام 1927.
انخرطت إكوي بعلاقات مختلفة مع نساء بارزات ومهنيات أخريات. عندما حاضرت المدافعة عن تحديد النسل مارجريت سانجر في بورتلاند عام 1916، أصبحت إكوي مغرمة بها. كتبت لاحقًا رسائل إلى سانجر تشير إلى العلاقة الحميمة الجنسية بينهما خلال زيارة سانجر السابقة. وصفت عالمة الأرشيف جوديث شوارتز رسائل إكوي إلى سانجر بأنها «رسائل حب».
أثبتت علاقات إكوي الحميمة مع هولكومب في تسعينيات القرن التاسع عشر وأيضًا علاقتها مع سبيكارت في أوائل القرن العشرين أنها أول امرأة سحاقية معروفة علنًا على الساحل الغربي للولايات المتحدة.